# Pygopleurus distinguenda
Pygopleurus distinguenda är en skalbaggsart som beskrevs av Werner Heinz Muche 1963. Pygopleurus distinguenda ingår i släktet Pygopleurus och familjen Glaphyridae. Inga underarter finns listade i Catalogue of Life.